# Ülkü
Ülkü ist ein türkischer überwiegend weiblicher Vorname mit der Bedeutung „Das Ideal“. Ülkü kann auch als Familienname auftreten.

## Namensträger
- Ülkü Akbaba (* 1958), türkischstämmige österreichische Schauspielerin, Dramaturgin, Regisseurin sowie Film- und Theaterautorin
- Ülkü Tamer (1937–2018), türkischer Lyriker, Erzähler und literarischer Übersetzer